# Yiyang (Luoyang)

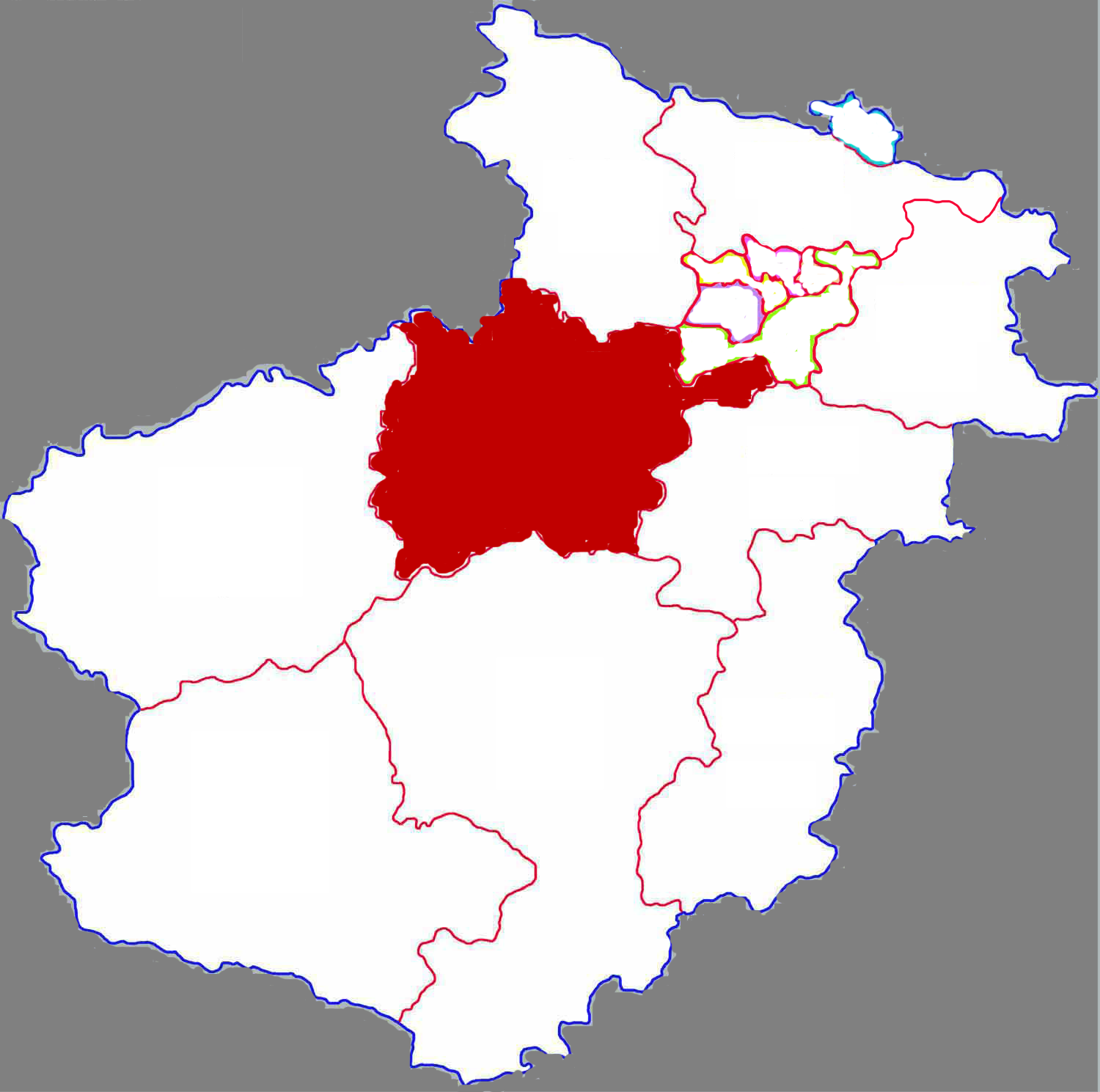
Die Lage von Yiyang

Der Kreis Yiyang (chinesisch 宜阳县, Pinyin Yíyáng Xiàn) gehört zum Verwaltungsgebiet der bezirksfreien Stadt Luoyang in der chinesischen Provinz Henan. Er hat eine Fläche von 1.649 km² und zählt 616.900 Einwohner (Stand: Ende 2018). Sein Hauptort ist die Großgemeinde Chengguan (城关镇).

## Administrative Gliederung
Auf Gemeindeebene setzt sich der Kreis aus sechs Großgemeinden und elf Gemeinden
zusammen. 